# Lara Gonschorowski
Lara Gonschorowski (* 1984) ist eine deutsche Modejournalistin und Chefredakteurin.
Lara Gonschorowski studierte Modejournalismus an der Akademie Mode & Design in München. Das Studium schloss sie mit dem Diplom ab. Sie arbeitete als freiberufliche Modejournalistin und hatte führende Positionen bei Bunte und Amica inne. Sie war Ressortleiterin bei Myself.
Im März 2015 kam sie als stellvertretende Chefredakteurin zu Cosmopolitan und ist dort seit Januar 2019 Chefredakteurin. Sie löste in dieser Position Anja Delastik ab.
Seit 2025 ist sie Chefredakteurin bei SHEconomy, einer österreichische Wirtschaftsplattform für Frauen. Sie folgt auf Mitgründerin Michaela Ernst.